# أوتيس كاي
أوتيس كاي (بالإنجليزية: Otis Kaye)‏ هو رسام أمريكي، ولد في 1885، وتوفي في 1974.